# Els Thornberrys: La pel·lícula
Els Thornberrys: La pel·lícula (títol original: The Wild Thornberrys Movie) és una pel·lícula estatunidenca d'animació de Cathy Malkasian i Jeff McGrath, estrenada l'any 2002. És la continuació del dibuixos animats La Família Thornberrys. Va ser nominada per l'Oscar a la millor cançó original l'any 2002 per a la música Father and Daughter de Paul Simon. Ha estat doblada al català.

## Argument
Nigel i Marianne Thornberry fan documentals sobre animals. Solcant el món en companyia de les seves filles, Eliza i Debbie, i del seu fill adoptiu, Donnie, van al Congo per filmar un esdeveniment màgic qui només té lloc cada tres segles. Una llegenda local diu que a cada eclipsi del sol, milers d'elefants s'arrisquen fora del bosc per admirar el rar i meravellós espectacle. Però dos malvats caçadors furtius, Sloan i Betty Blackburn, esperen aquesta ocasió per abatre els mastodonts i apoderar-se de les seves precioses defenses.
Després d'haver intentat arrencar un bebè guepard als Blackburn, Eliza ės enviada a Londres a un pensionat. Separada dels animals salvatges, la noieta es deprimeix. Veient en somnis que el bebè guepard és encara viu, torna a Àfrica per enfrontar-se als seus raptors.

## Repartiment

### Veus originals
- Lacey Chabert: Eliza Thornberry
- Tim Curry: Nigel Thornberry i Radcliffe Thornberry
- Jodi Carlisle: Marianne Thornberry
- Jodi Benson: Jane Porter
- Danielle Harris: Debbie Thornberry
- Michael "Flea" Balzary: Donnie Thornberry
- Tom Kane: Darwin
- Lynn Redgrave: Cordelia Thornberry
- Rupert Everett: Sloan Blackburn
- Marisa Tomei: Bree Blackburn
- Alfre Woodard: Akela, la mare guepard
- Cree Summer: Fedre, l'elefant
- Brenda Blethyn: Mrs. Fairgood
- Obba Babatundé: Boko
- Kevin Michael Richardson: Shaman Mnyambo
- Melissa Greenspan:Sarah Wellington

## Premis
- 2002: Nominada a l'Oscar: Millor cançó original
- 2002: Nominada al Globus d'Or: Millor cançó original
- 2002: Nominada BAFTA: Millor pel·lícula infantil
- 2002: Nominada a Critics' Choice Awards: Millor cançó